# وكالة فرات للأنباء
وكالة فرات للأنباء (ANF) (بالكردية: Ajansa Nûçeyan a Firatê)‏، (بالتركية: Fırat Haber Ajansı)‏ هي وكالة أنباء كردية تجمع الأخبار وتبثها من الشرق الأوسط وتركز على نطاق واسع على المسائل الكردية. لدى وكالة الأنباء مكاتب في أمستردام وصحفيون من جميع أنحاء العالم.
لقد تم وصفها بشكل مختلف على أنها مؤيدة للأكراد، مؤيدة لحزب العمال الكردستاني، أو تابعة لحزب العمال الكردستاني. كما وصفت هيئة الإذاعة الكندية ورويترز الوكالة بأنها «قريبة» من حزب العمال الكردستاني، وتذكر دويتشه فيله أن الكيانين لهما «روابط». وصفتها بي بي سي ب«الموالية للكرد» و«الموالية لحزب العمال الكردستاني».
وبسبب روابطها المزعومة مع حزب العمال الكردستاني، فقد تم حظرت المحاكم التركية الوصول من تركيا إلى مواقعها الإلكترونية بشكل متكرر، وتم إغلاق حسابات وسائل التواصل الاجتماعي النشطة في البلاد، واحتجز صحفيوها في تركيا.

## اعتقال ماكسيم آزادي
في 15 ديسمبر 2016، قُبض على الصحفي الفرنسي التركي ماكسيم آزادي في بلجيكا بعد أن أصدرت تركيا إخطارًا من الإنتربول باللون الأحمر لاعتقاله. لقد ناشدت الوكالة الإفراج عنه.
أدانت جماعات حرية الصحافة الاعتقال وقالت إن الحادث قد أبرز حملة القمع التي فرضتها تركيا على حريات الصحافة في أعقاب محاولة الانقلاب عام 2016. وصفت منظمة المحاكمات العادلة غير الحكومية التي تتخذ من المملكة المتحدة مقرًا لها اعتقاله بأنه سوء استخدام تركي لنظام الإخطار الأحمر الصادر عن الإنتربول، كما أصدر منهاج مجلس أوروبا لحماية الصحافة وسلامة الصحفيين تنبيهًا عن حرية وسائل الإعلام يتعلق بالاعتقال.
أصدر الاتحاد الأوروبي للصحفيين بيانًا قال فيه: «نحن قلقون جدًا بشأن هذا الاعتقال الذي يمثل سابقة خطيرة. يوجد أكثر من 120 صحفيًا وراء القضبان في تركيا، حيث لا تتردد السلطات في إساءة استخدام قوانين مكافحة الإرهاب لقمع الصحافة المعارضة. يجب ألا تتواطأ بلجيكا ودول أوروبية أخرى في عمليات التطهير الجماعية التي أمرت بها الحكومة التركية. سيكون العشرات من الصحفيين الأتراك والأكراد الذين تم نفيهم في أوروبا في حالة من انعدام الأمن الشديد».
في 23 ديسمبر، تم إطلاق سراح أزادي بكفالة، مما دفع مجلس أوروبا للاحتفال بالقضية التي تم حلها، وخلص إلى أنها «لم تعد تهديدًا نشطًا لحرية الإعلام».

## روابط خارجية
- الموقع الرسمي
 (in Kurdish, Turkish, English, Arabic, Persian, German, Spanish, and Russian)